# Világrahozott köldöksérv
A világrahozott köldöksérv (Hernia umbilicalis congenitalis) az újszülött baba hasfalának gyengesége, ahol a köldökzsinór bekapcsolódik.
A has tartalma, főleg a bél és a máj kitüremkedik a hasi üregen meglazult  zacskóban a köldökzsinór körül. A hasi üreg nem tud rendesen fejlődni, mivel a tartalma kívül van. Ez ötezerből egy terhességnél fordul elő. A méretétől függően különbözően lehet kezelni: általános kezelés, több szakaszú gyógyítás és konzervatív gyógyítás által. Az általános kezelés teljesen műtéttel kezeli, ha kis méretű a sérv. Több szakaszú kezelés, amikor az első fokú műtét hasi sérvet hagy maga után, mert az izmot nem operálják, és ennek operálására hároméves korban kerül sor. Konzervatív kezelés, amikor hagyják, hogy ránőjön a bőr, és hároméves korban operálják. 